# Juramaia
Juramaia (z řečtiny jurská matka) je vyhynulý druh placentálního savce z období svrchní jury nebo spodní křídy. Fosilie tohoto malého savce byly objeveny v čínské provincii Liao-ning.

## Význam
Jedná se o nejstaršího dnes známého placentálního savce. Vzhledem se podobala dnešnímu rejskovi a byla dlouhá 7–10 cm. Byla nalezena neúplná lebka s kompletním chrupem a téměř kompletní kostra. Její nález v roce 2011 posunul existenci placentálních savců o 35 milionů let hlouběji do minulosti, před jejím objevem byla za nejstaršího placentála považována eomaia ze spodní křídy. Pravděpodobně žila převážně na stromech. Její objev vyplňuje mezery v evoluci savců a poměrně dobře odpovídá předpovědím o vývoji získaným z analýz DNA.